# UserGate
UserGate — с 2009 года российский разработчик программного обеспечения и микроэлектроники, предназначенных для информационной безопасности корпоративных сетей разного размера, в том числе для коммерческих предприятий и госорганов с распределенной инфраструктурой.
UserGate специализируется на разработке отечественных технологий в сфере кибер- и информационной безопасности, предназначенных для замещения иностранных аналогов. Компания проектирует и производит собственные микросхемы, не используя open-source, разрабатывает собственный проприетарный код, создает системы защиты компьютерных сетей, центров обработки данных и другой инфраструктуры от различных интернет-угроз, незаконного проникновения, таргетированных атак, нарушения корпоративных политик.
Офис разработки UserGate находится в Технопарке Академгородка Новосибирска. Также офисы компании находятся в Москве, Санкт-Петербурге и Хабаровске.
Партнерская сеть UserGate насчитывает около 200 системных интеграторов и более 500 партнеров, расположенных в 40 странах мира.

## Продукты
Концептуально решения и технологии UserGate образуют собой экосистему безопасности UserGate SUMMA.
Ядром экосистемы является собственная операционная система UGOS, дающая возможность обрабатывать и анализировать сетевой трафик на высоконагруженных каналах связи. Такой подход позволяет обеспечить стабильную производительность платформ, их дальнейшее развитие и адаптацию для разных условий и уровней сложности. В начале осени 2022 года разработчики объявили о выходе версии UGOS 7.0 RC (Release Candidate), которая стала полностью переработанной версией операционной системы UserGate.
В UserGate SUMMA входят следующие компоненты:
- NGFW (Next Generation Firewall — Межсетевой экран следующего поколения).

UserGate занимается разработкой межсетевых экранов нового поколения (NGFW) тринадцать лет, первые тестовые прототипы появились в 2011 году. В 2016 году на рынок был выпущен UserGate NGFW. Продукт совмещает в себе систему обнаружения вторжения и межсетевой экран. Он внесен в реестр сертифицированных средств защиты информации ФСТЭК России (Сертификат № 3905), выполняющим требования к 4 уровню доверия и включенным в Реестр Российского ПО (№ 1194).
- UserGate Log Analyzer

Система мониторинга осуществляет сбор и первичную обработку данных от межсетевых экранов NGFW UserGate.
- UserGate Client

Российское решение класса NAC предназначено для защиты конечных точек и безопасного соединения при удаленной работе или за пределами сетевого периметра.
Этот программный комплекс обеспечивает контроль и видимость событий безопасности, предоставляет защиту уровня персонального межсетевого экрана и реализует подключение к корпоративной сети на принципах сетевого доступа с нулевым доверием. UserGate Client имеет возможность подключаться к защищенным корпоративным сетям посредством собственного встроенного VPN-клиента и осуществлять поддержку наборов конфигураций VPN для управления VPN-подключениями.
- UserGate Management Center

Вспомогательный компонент универсального межсетевого экрана UserGate, позволяющий управлять значительным количеством устройств.
Для централизованного управления UserGate NGFW, UserGate Log Analyzer, UserGate Client был создан UserGate Management Center. Управление осуществляется на основе шаблонов политик безопасности — наборов параметров и правил, применяющихся для групп устройств. К одному устройству можно применить несколько шаблонов одновременно.

## Сертификаты
- Соответствует требованиям документов: Требования доверия(4), Требования к МЭ, Профиль защиты МЭ (А четвертого класса защиты. ИТ.МЭ.А4.ПЗ), Профиль защиты МЭ (Б четвертого класса защиты. ИТ.МЭ.Б4.ПЗ), Профиль защиты МЭ (Д четвертого класса защиты. ИТ.МЭ.Д4.ПЗ), Требования к СОВ, Профили защиты СОВ (cети четвертого класса защиты. ИТ.СОВ.С4.ПЗ)[13].
- Внесен в Единый реестр российских программ для электронных вычислительных машин и баз данных[14].

## Награды
- Победитель SC Awards Europe в номинации Best Web Content Management Solution — июнь 2015[15];
- Финалист в номинации лучших UTM-решений года по версии американского издания SC Magazine — ноябрь 2016[16];
- Лауреат премии «Цифровые вершины» — декабрь 2018[17];
- Финалист премии SC Awards 2020 американского издания SC Magazine в номинации Best UTM Security Solution — ноябрь 2019[18].